# Sankt Pantaleon-Erla
Sankt Pantaleon-Erla (scris și St. Pantaleon-Erla) este o comună din landul federal Austria Inferioară din Austria. Comuna a fost înființată în anul 1971 prin asocierea benevolă a localităților Sankt Pantaleon și Erla.

## Istoric
Sankt Pantaleon este atestat din anul 1423 și numit astfel după sfântul patron al bisericii din localitate, Sfântul Pantelimon.
Erla este atestat de la mijlocul secolului al XI-lea ca loc al unei mănăstiri de călugărițe benedictine înființate de episcopul Egilbert de Passau⁠(en)[traduceți]. Aceasta a fost prima mănăstire de călugărițe benedictine de pe teritoriul actual al Austriei. Mănăstirea benedictinelor a fost desființată de papa Grigore al XIII-lea în anul 1583 și a devenit filie a mănăstirii clariselor din Viena. De la transferarea acesteia în folosința comunității luterane din Viena în anul 1782, în contextul edictelor iozefine de toleranță religioasă, biserica mănăstirii Erla servește drept biserică parohială.